# Власенко В'ячеслав Андрійович
В'ячеслав Андрійович Власенко (1990—2022) — молодший сержант збройних сил України, учасник російсько-української війни.

## Життєпис
Народився в селі Плавинище Сумської області. 
Познайомився з дружиною під час військової служби за контрактом, разом проживали в Тернополі. Там чоловік служив у 44 артилерійській бригаді. 
У 2021 разом з дружиною підписали контракт з 10 гірсько-штурмовою бригадою, служили в одному батальйоні. 
Під час повномасштабної війни був командиром інженерно-саперного відділення інженерно-саперного взводу 109-го гірсько-штурмового батальйону.
Загинув 1 червня 2022 року на Донеччині.

## Нагороди
- Орден «За мужність» III ступеня[1].